# Clostridioides
Il genere Clostridioides comprende bacilli gram positivi.

## Tassonomia
Il genere Clostridioides è stato creato per descrivere alcune specie precedentemente appartenenti al genere Clostridium che hanno dimostrato di essere un genere geneticamente distinto mediante sequenziamento dell'rRNA 16S. Tuttavia, entrambi i nomi sono ancora in uso e validi ai sensi del Codice internazionale di nomenclatura dei procarioti.